# Per grazia ricevuta
Per grazia ricevuta és una pel·lícula de comèdia dramàtica italiana del 1971 escrita i dirigida per l'actor italià Nino Manfredi, en el seu debut com a director de llargmetratges.

## Argument
Un cirurgià qualificat és cridat urgentment per un grup en un petit i inadequat hospital privat per operar un home en estat crític a causa d'un intent de suïcidi. Aquest és el protagonista de la pel·lícula, Benedetto Parisi, el primer nom del qual sembla profètic de la seva història. A la sala d'espera hi ha la companya Giovanna Micheli, embarassada d'ell, que dona el consentiment a l'arriscada operació. La seva mare, Immaculada, però, planeja com un voltor, amb l'esperança que mori, perquè ella aspira a casar Giovanna amb un advocat amic de la família, com a millor proposta social i econòmica.
La narració s'entrellaça amb flashbacks als primers anys de la vida de Benedetto. És un orfe, un noi animat que va créixer al poble de la Vall Llatina, sota la tutela d'una tia donzella plena d'escrúpols religiosos, encara que lliurada a encàrrecs llibertins, amb les quals l'adoctrina. El nen no dorm a la nit, a causa dels sorolls de l'habitació de la seva tia, que és visitada per homes del lloc: la seva tia li diu que els sorolls són una qüestió de remordiment pels seus mals hàbits, i es veu superat pels sentiments de culpa que se'n deriven de l’entorn repressiu. Quan s'acosta el dia de la seva primera comunió, per a la qual es prepara amb accentuada devoció religiosa, a ell, amb la resta de combregants, se li lliura una efígie d'"amics celestials", sants que s'espera que els assisteixin fins que abracen Jesús. Benedetto rep l'efígie de sant Eusebi.
Aquella mateixa nit el nen és despertat per sorolls: un dels amants de la tieta, Giovanni, passa de visita. Ell corre cap a l'habitació de la seva tia, i ella amaga l'home al seu armari. Però la presència de l'intrus aviat es revela, i la tia documenta la seva presència a la seva habitació afirmant que en realitat Giovanni és sant Eusebi. A Benedetto se li diu que no informi el capellà del que va passar, només ofendria els "amics celestials" pel que seria un pecat d'orgull. L'endemà al matí, mentre col·loca un quadre de sant Eusebi al seu armari per commemorar l'ocasió, veu la seva tia, que torna del bany, nua. Ella el descobreix, i l'adverteix que no digui res al capellà, fins i tot en la confessió que serà el preludi de la seva primera comunió. Aquesta prohibició el porta a abstenir-se de dir tots els seus 'pecats' en confessar-se al pare Quirino i, avergonyit de la sensació d'haver comès un sacrilegi, durant la primera comunió sent que l'hostia se li ha enganxat a la gola, i en un pànic davant l'ofec incipient, fuig, només per relliscar d'una paret i caure en un barranc El nen va vestit com el sant, i portat en processó, com si fos una autèntica icona. La tieta aprofita l'oportunitat que li ofereix aquesta concatenació de coincidències, alliberant-se d'aquesta pesada càrrega, enviant-lo al monestir franciscà, on després creix fins a la maduresa.
Entre els frares, que l'admiren per la seva senzillesa i ingenuïtat, treballa d'obrer. La confraria espera algun 'signe' que indiqui la seva vocació a la vida. Durant la visita d'un venedor ambulant, Zi'Checco, veu al cotxe una foto d'una dona nua i la visió, juntament amb les seves fantasies d'estar al volant d'un vehicle que recorre diàriament el món, el pertorba. Provoca el seu desig, i també les seves pors d'abandonar la seguretat del monestir. Un dia, mentre treballa al camp, una mestra d'escola és mossegada per una serp i li suplica que la salvi. Mata la serp (símbol de la temptació primitiva) i, quan li explica que el verí s'ha de succionar a través d'una incisió, procedeix a xuclar-li el panxell superior, escopint el verí, però li fa massatges a les cames amb un frenesí ple d’ardor dissimulat. Ha trobat, li diu al frare en un moment d'embriaguesa, el senyal que tots esperaven. S'uneix a Zi'Checco i viatja per veure roba i roba interior.
Aleshores es converteix en venedor de roba, especialment roba interior. L'activitat fa que torni a xocar amb els ministres de Déu, en el mateix llit en què aquelles dones, atretes per les noves modes, visiten el seu camió. Però Benedetto, bloquejat pels seus escrúpols, incapaç d'aprofitar les oportunitats fàcils que se li presenten així com de conèixer i xerrar amb una bella noia del poble que havia vingut a ell de nit per comprar calces franceses i disposada a pagar en espècie.
Fins que, durant una nit sense dormir, va conèixer un farmacèutic ateu, Oreste Micheli, que el simpatitza i intenta allunyar-lo dels dels escrúpols religiosos i de la fe mateixa. També porta a una prostituta però Benedetto no consuma la relació perquè la dona està casada. Enamorat, estimat per Giovanna, la bella filla del farmacèutic, creu que li ha donat pau a la seva existència.
Orestes mai s'ha casat amb la mare d'en Giovanna, Immaculada, una dona ben al contrari observadora si no fanàtica, que continua amenaçant de voler denunciar els suposats abusos sexuals que van donar lloc a la filla.
Giovanna, com que Benedetto és verge, està força a prop de les idees del seu pare, i porta el jove a superar la seva resistència i finalment desfer-se de les seves inhibicions sexuals. Però està dividit entre el desig de casar-se, i la simpatia per les idees d'Orestes.
Quan finalment decideix casar-se en el moment crucial, Benedetto dubta a assentir a la fórmula del llit Giovanna i està al seu lloc sense respostes. Els dos joves, de comú acord, donen a llum per viure junts com a marit i muller durant sis anys.
Poc després del descobriment de l'embaràs de Giovanna, Orestes té un infart. En absència de Benedetto, la Immacolata, la mare de Giovanna, aprofita la mort imminent d'Orestes per donar-li els últims ritus. El farmacèutic ateu, moribund, sense parlar, besa el crucifix que el sacerdot acosta als seus llavis. Benedetto arriba a temps per presenciar l'escena i commocionat per la suposada conversió del seu estimat "pare" fuig i intenta suïcidar-se saltant des d'un penya-segat sobre el mar. Portat a l'hospital, es salvarà, llavors de sobte recordant les paraules del professor-cirurgià que diu l'evidència de l'èxit de l'operació: "Va ser un miracle!"

## Repartiment
- Nino Manfredi - Benedetto Parisi
- Lionel Stander - Oreste Micheli
- Delia Boccardo - Giovanna Micheli
- Paola Borboni-Immacolata
- Mario Scaccia – Prior
- Fausto Tozzi - Primari
- Mariangela Melato - Maestrina
- Tano Cimarosa - Zi'Checco
- Gastone Pescucci - Avvocat
- Alfredo Bianchini
- Enrico Concutelli
- Paolo Armeni
- Véronique Vendell - La prostituta
- Gianni Rizzo
- Pino Patti

## Premis
- 24è Festival Internacional de Cinema de Canes: Millor obra inicial (Nino Manfredi)[2]
- David di Donatello 1971: David especial al millor primer treball (Nino Manfredi)[3]
- Nastri d'argento 1972: Millor història, Millor guió[3]